# 根雨村
根雨村（ねうそん）は、鳥取県日野郡にあった村。現在の日野郡日野町の一部にあたる。

## 地理
日野川とその支流・井原川の合流点に位置していた。

## 歴史
- 1872年（明治5年）根雨郵便局開設[2]。
- 1889年（明治22年）10月1日、町村制の施行により、日野郡板井原宿、金持村、高尾村、根雨宿、三谷村、貝原村が合併して村制施行し、根雨村が発足[1][2]。旧村名を継承した板井原宿、金持、高尾、根雨宿、三谷、貝原の6大字を編成[2]。日野郡真住村と組合村を結成した[2]。
  - 同年、勝頼治八郎印刷所瞬成舎開設[2]。
- 1894年（明治27年）溝口区裁判所根雨出張所開設[2]。
- 1897年（明治30年）根雨銀行設立[2]。
- 1910年（明治43年）劇場祇園館開設[2]。
- 1912年（明治45年）日野郡是製糸根雨工場開設、近藤木材乾溜工場開設[2]。
- 1913年（大正2年）10月17日、日野郡真住村と合併し、町制施行し根雨町を新設して廃止された[1][2]。合併後、根雨町大字板井原宿・金持・高尾・根雨宿・三谷・貝原となる[2]。
  - 同年、郡是漆器木工所開設[2]。

### 地名の由来
昔、旱魃の時に雨ごいをしたところ、たちまち黒雲が起こって雨が降り稲根を潤したことにちなむ。

## 産業
- 農業[2]
- 産物：米、大豆、薪、木炭、大麦、蔬菜[2]

## 教育
- 1873年（明治6年）根雨学校開校[2]。1882年（明治15年）根雨小学校、1886年（明治19年）根雨尋常小学校に改称[2]。1892年（明治25年）日野郡高等小学校開校[2]。（日野町立根雨小学校参照）

## 名所・旧跡
- 根雨神社社叢（県指定天然記念物）